# スーク・アフラース
スーク・アフラース(ベルベル語：Suq Ahras)(アラビア語：سوق أهراس)はアルジェリア北東部のスーク・アフラース県の県都。ヌミディアの「タガステ」遺跡の上に建てられた。タガステはアウグスティヌス(354年 - 430年)の故郷で、ベルベル人文化の中心地でもある。
「スーク」(アラビア語：市場)と「アフラ」(ベルベル語：獅子)が語源で、合わせると「獅子の市場」である。これは1930年の絶滅までバーバリライオンが近くの森にいたためである。「タガステ」はタゴウスト(ベルベル語：鞄)から来ている。これは3つの山に囲まれているためである。

## 歴史

### 先史時代
旧石器時代、アテリア文化が栄えた。その後、カプサ文化に置き換わった。この時代の多くの石器が発掘された。スーク・アフラースやティッフェチュ、タオウラでは弓が出土した。

### タガステ
タガステはヌミディア人が建てた都市で、現在のスーク・アフラースはその上に有る。ヌミディア高地東北部に位置する。ヒッポ・レジウス(現在のアンナバ)から60km、トブルシクム(現在のカミッサ)から20km、カルタゴ(現在のチュニス湖周辺)から150km離れていた。
タガステは共和政ローマ(紀元前509年 - 紀元前27年)のムニキピウム(自治市)になった。ガイウス・プリニウス・セクンドゥス(22年 - 79年)によると、タガステにはローマ化したベルベル人が住んでいた。

### 古代
聖モニカ(331年 - 387年)の息子、アウグスティヌス (354年 - 430年)がタガステで生まれた。 タガステはヌミディア、古代ローマ、ベルベル人の文明が出会う場所で、政治・文化的に重要な役割を果たした。マダウレ、ティッフェチュ、ケミッサには要塞が建てられた。

### 近代
1830年、フランス領アルジェリア(1830年 - 1962年)に組み込まれた。19世紀後半、国立鉄道輸送会社によって鉄道が繋がった。20世紀、鉄鉱石とリン酸塩の採掘が盛んになった。1954年から1962年のアルジェリア戦争で、国民解放軍はスーク・アフラースを「東の基地」と呼んだ。

## 地理
スーク・アフラースはDjebel Beni SalahやDjebel Ouled Moumen等の森の山の間の盆地に位置する。メジェルダ川が市を通る。
スーク・アフラース県には3つのダムが有る。
- Ain-Edalia： 7600万㎥
- Oued Charefダム：1.53億㎥
- Djedra：3500万㎥

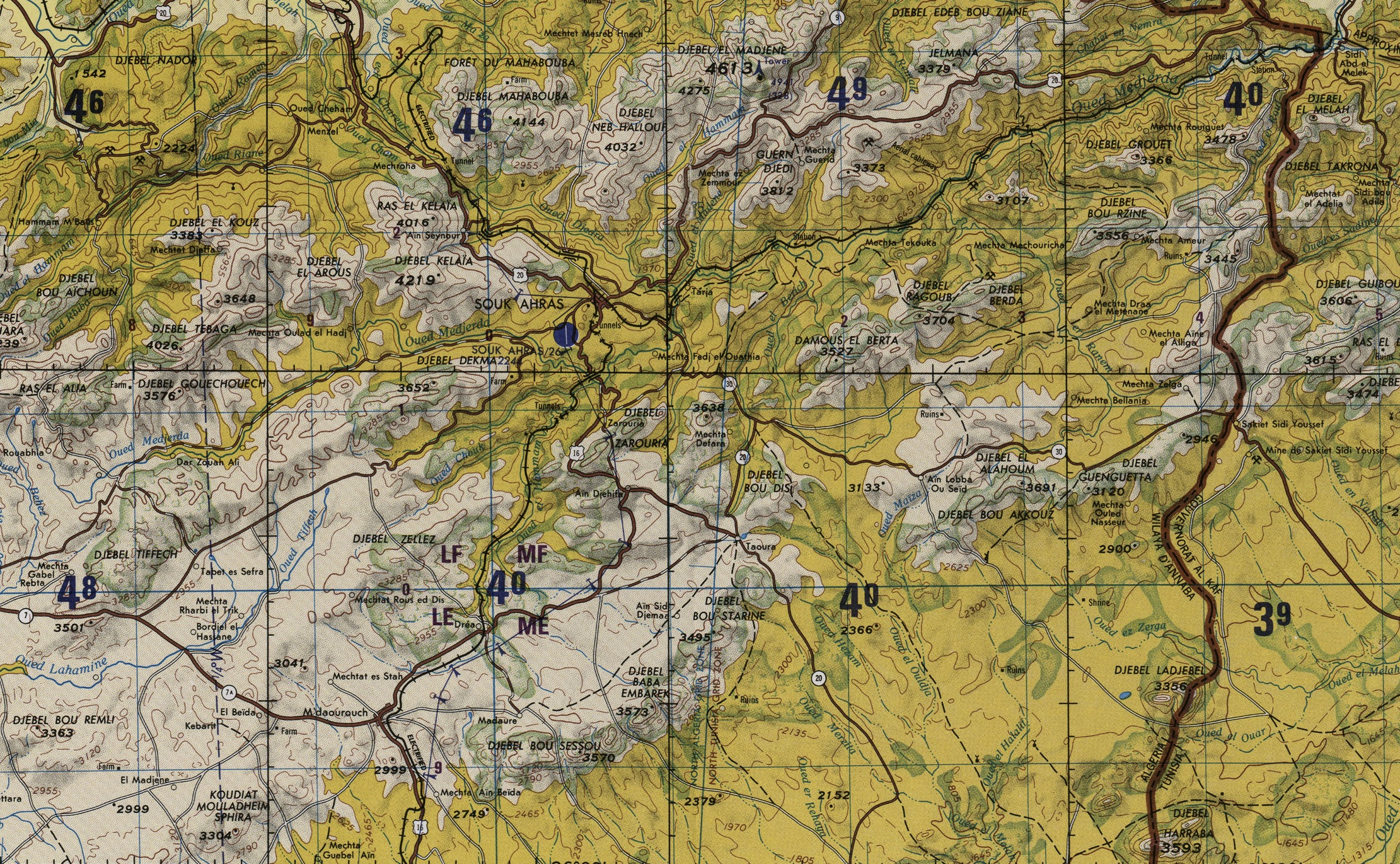
スーク・アフラース地形地図
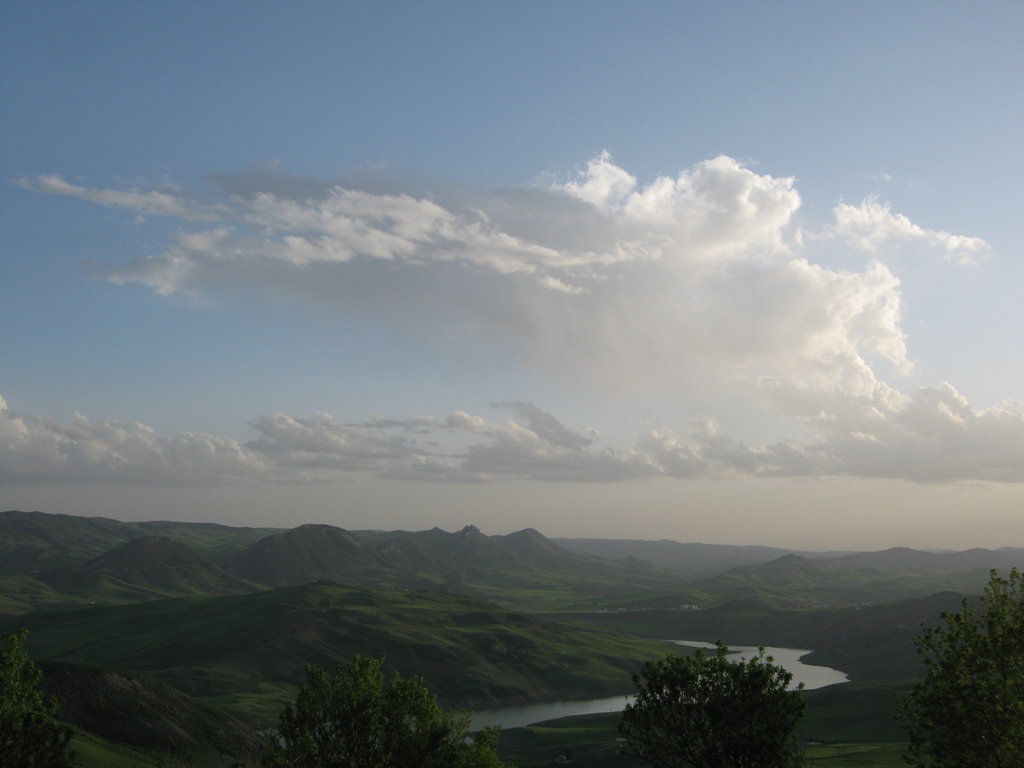
メジェルダ川
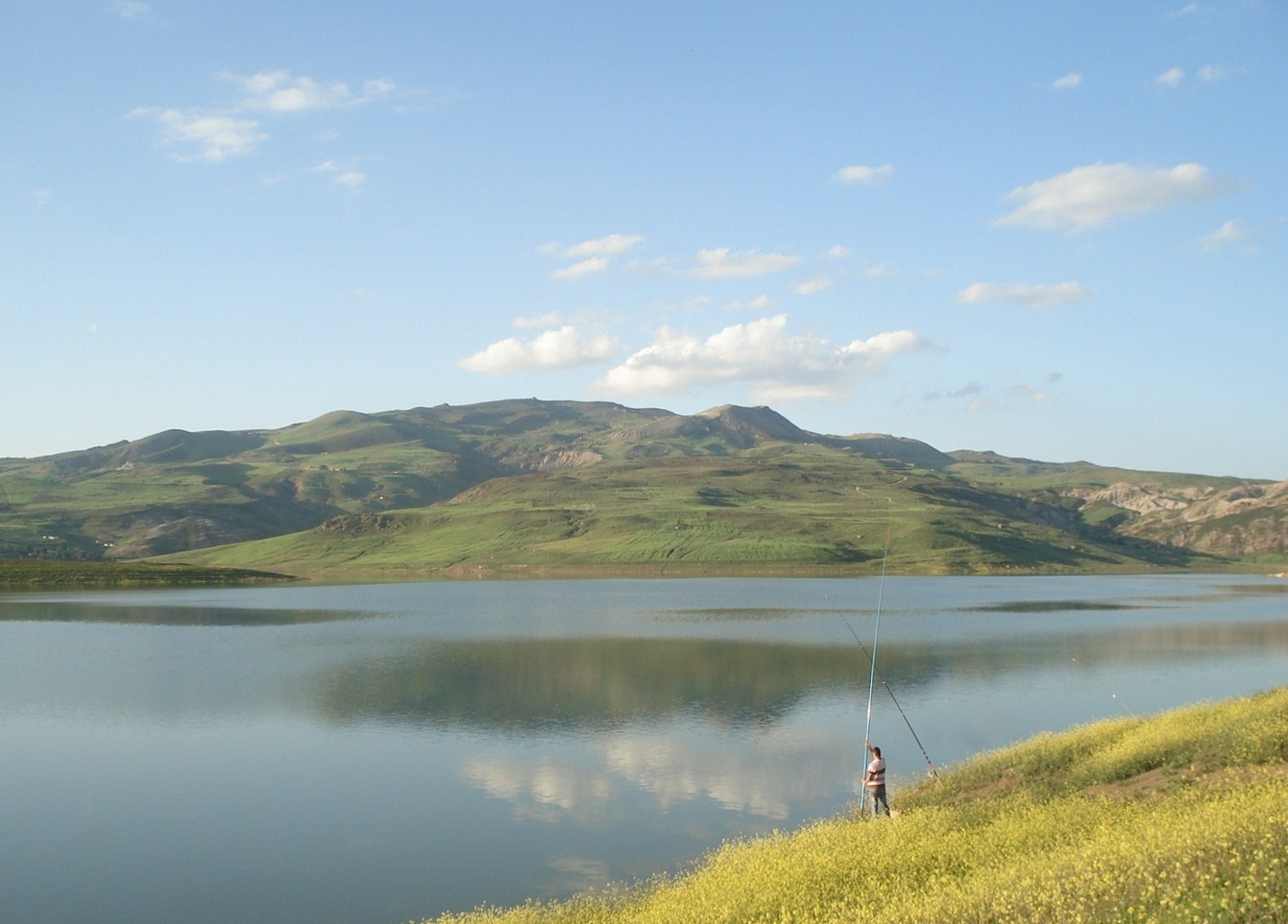
Ain-daliaダム

### 地区

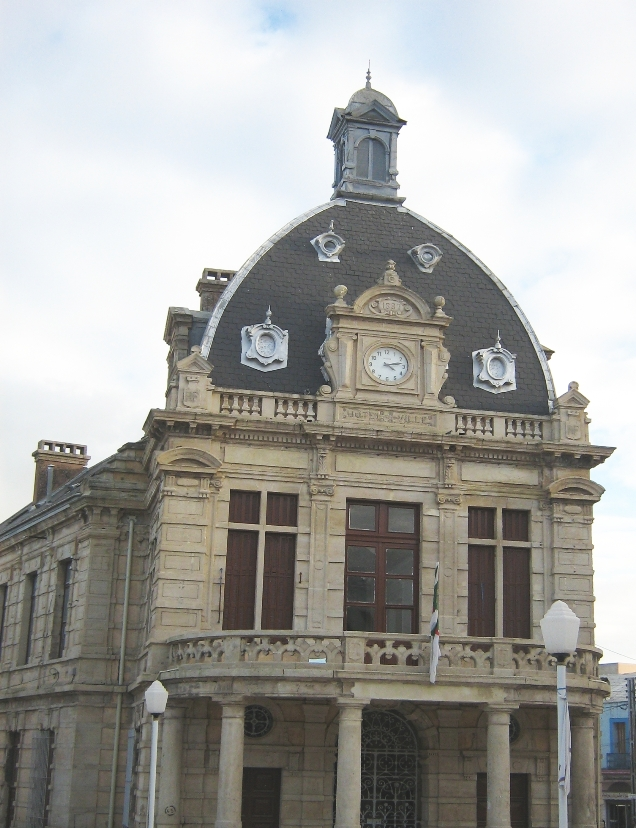
旧市役所。現在は市民劇場。

- Souk Ahras
- An-Nasser
- Diar Ezzarga
- 1er Novembre 1954
- 5 Juillet
- 17 Octobre
- 20 Août
- 26 Avril 1958
- El-Allaouia
- Ibn Rochd
- Kouicem Abdelhak
- Sidi Messaoud
- Sidi Okba
- Et-Tagtaguia

### 気候
アルジェは地中海性気候で、暖かい夏と穏やかな冬が訪れる。地中海に近い事で気温が穏やかになっている。その結果、スーク・アフラースは隣接した内陸地区に比べて極端な気候は見られない。
アルジェとその他のアトラス山脈都市は、湿った冬と乾いた夏が特徴である。スーク・アフラースの年間平均降水量は840.74mmである。10月から4月に雨が多い。
| スーク・アフラースの気候                     | スーク・アフラースの気候 | スーク・アフラースの気候 | スーク・アフラースの気候 | スーク・アフラースの気候 | スーク・アフラースの気候 | スーク・アフラースの気候 | スーク・アフラースの気候 | スーク・アフラースの気候 | スーク・アフラースの気候 | スーク・アフラースの気候 | スーク・アフラースの気候 | スーク・アフラースの気候 | スーク・アフラースの気候 |
| 月                                           | 1月                      | 2月                      | 3月                      | 4月                      | 5月                      | 6月                      | 7月                      | 8月                      | 9月                      | 10月                     | 11月                     | 12月                     | 年                       |
| -------------------------------------------- | ------------------------ | ------------------------ | ------------------------ | ------------------------ | ------------------------ | ------------------------ | ------------------------ | ------------------------ | ------------------------ | ------------------------ | ------------------------ | ------------------------ | ------------------------ |
| 平均最高気温 °C （°F）                       | 13.9 (57)                | 15 (59)                  | 17.8 (64)                | 20.6 (69.1)              | 25 (77)                  | 30 (86)                  | 35 (95)                  | 35 (95)                  | 30.6 (87.1)              | 25.6 (78.1)              | 20 (68)                  | 15 (59)                  | 22.8 (73)                |
| 日平均気温 °C （°F）                         | 8.9 (48)                 | 10 (50)                  | 11.7 (53.1)              | 13.9 (57)                | 17.8 (64)                | 21.7 (71.1)              | 25.6 (78.1)              | 26.7 (80.1)              | 22.8 (73)                | 18.9 (66)                | 13.9 (57)                | 10 (50)                  | 16.7 (62.1)              |
| 平均最低気温 °C （°F）                       | 3.9 (39)                 | 3.9 (39)                 | 5.6 (42.1)               | 6.7 (44.1)               | 10.6 (51.1)              | 13.9 (57)                | 16.7 (62.1)              | 17.8 (64)                | 15.6 (60.1)              | 11.7 (53.1)              | 7.8 (46)                 | 5 (41)                   | 10 (50)                  |
| 降水量 mm （inch）                           | 111.76 (4.4)             | 81.28 (3.2)              | 101.6 (4)                | 71.12 (2.8)              | 45.72 (1.8)              | 22.86 (0.9)              | 2.54 (0.1)               | 10.16 (0.4)              | 45.72 (1.8)              | 104.14 (4.1)             | 109.22 (4.3)             | 137.16 (5.4)             | 840.74 (33.1)            |
| 出典：World Meteorological Organization (UN) |                          |                          |                          |                          |                          |                          |                          |                          |                          |                          |                          |                          |                          |

## 人口推移
スーク・アフラース市民の祖先はベルベル人である。彼らは県内や近隣の県から来た。最初にスーク・アフラースに入植したのはパピリア族である。 モウソウラミ族やキリナ族、フナンチャ族、フラクタ族も暮らした。彼らは遊牧民で、テントで暮らした。彼らは後にタガステ市を設立した。
| 年   | 1901   | 1926     | 1948      | 1954     | 1960      | 1966      | 1974      | 1977      | 1987    | 1998       | 2010       | 2011       |
| ---- | ------ | -------- | --------- | -------- | --------- | --------- | --------- | --------- | ------- | ---------- | ---------- | ---------- |
| 人口 | 7500人 | 1万600人 | 1万7025人 | 2万700人 | 2万2800人 | 3万4400人 | 5万2100人 | 5万7173人 | 8万15人 | 11万5882人 | 15万7329人 | 15万6745人 |

## 著名人
- アウグスティヌス( Aurelius Augustinus)(354年 - 430年)：教会博士。
- マルティアヌス・ミンネウス・フェリクス・カペッラ( Martianus Minneus Felix Capella)(5世紀)：作家、自由七科。
- アプレイウス( Lucius Apuleius)(123年 - ?)：作家。変容(または黄金のロバ)。
- カテブ・ヤシーン(كاتب_ياسين)(1929年 - 1989年)：作家。ネジュマ。
- タウフィク・マフルーフィ(توفيق مخلوفي)(1988年 - )：中距離走。ロンドンオリンピック男子1500m金メダル。

## 参考資料
- Nacéra Benseddik (2005). Thagaste. Souk Ahras, ville natale de saint Augustin. Algiers: Ed. Inas
- Serge Lancel (2002). Saint Augustine, Hymns Ancient & Modern. Chapter I: Ltd. pp. 3–7
- “The Martyrs of Madaura”. 2012年7月18日閲覧。